# Glen Milton Storr
Pour les articles homonymes, voir Storr.
Glen Milton Storr est un ornithologue et herpétologiste australien, né le 22 décembre 1921 et mort le 26 juin 1990.
Il rejoint le Western Australian Museum en 1962 et devient le conservateur des sections ornithologie et herpétologie en 1965. Il est membre de la Royal Australasian Ornithologists Union (RAOU) et occupe le poste de secrétaire de la branche de l’Australie-Occidentale de cette société.

## Espèces décrites
- Aprasia fusca Storr, 1979
- Aprasia haroldi Storr, 1978
- Aprasia smithi Storr, 1970
- Austrotyphlops centralis Storr, 1984
- Austrotyphlops hamatus Storr, 1981
- Austrotyphlops howi Storr, 1983
- Austrotyphlops kimberleyensis Storr, 1981
- Austrotyphlops margaretae Storr, 1981
- Austrotyphlops micrommus Storr, 1981
- Austrotyphlops troglodytes Storr, 1981
- Austrotyphlops yampiensis Storr, 1981
- Carlia amax Storr, 1974
- Carlia gracilis Storr, 1974
- Carlia johnstonei Storr, 1974
- Carlia rufilatus Storr, 1974
- Cryptagama aurita Storr, 1981
- Cryptoblepharus megastictus Storr, 1976
- Ctenophorus clayi Storr, 1967
- Ctenophorus femoralis Storr, 1965
- Ctenophorus fordi Storr, 1965
- Ctenophorus mckenziei Storr, 1981
- Ctenophorus salinarum Storr, 1966
- Ctenophorus yinnietharra Storr, 1981
- Ctenotus alacer Storr, 1970
- Ctenotus alleni Storr, 1974
- Ctenotus allotropis Storr, 1981
- Ctenotus angusticeps Storr, 1988
- Ctenotus ariadnae Storr, 1969
- Ctenotus arnhemensis Storr, 1981
- Ctenotus atlas Storr, 1969
- Ctenotus brachyonyx Storr, 1971
- Ctenotus brevipes Storr, 1981
- Ctenotus burbidgei Storr, 1975
- Ctenotus calurus Storr, 1969
- Ctenotus capricorni Storr, 1981
- Ctenotus catenifer Storr, 1974
- Ctenotus decaneurus Storr, 1970
- Ctenotus delli Storr, 1974
- Ctenotus dux Storr, 1969
- Ctenotus ehmanni Storr, 1985
- Ctenotus eutaenius Storr, 1981
- Ctenotus fallens Storr, 1974
- Ctenotus gemmula Storr, 1974
- Ctenotus grandis Storr, 1969
- Ctenotus greeri Storr, 1979
- Ctenotus hanloni Storr, 1980
- Ctenotus hebetior Storr, 1978
- Ctenotus helenae Storr, 1969
- Ctenotus hilli Storr, 1970
- Ctenotus iapetus Storr, 1975
- Ctenotus impar Storr, 1969
- Ctenotus joanae Storr, 1970
- Ctenotus lateralis Storr, 1978
- Ctenotus mastigura Storr, 1975
- Ctenotus militaris Storr, 1975
- Ctenotus mimetes Storr, 1969
- Ctenotus monticola Storr, 1981
- Ctenotus nasutus Storr, 1969
- Ctenotus nigrilineatus Storr, 1990
- Ctenotus pallescens Storr, 1970
- Ctenotus piankai Storr, 1969
- Ctenotus pulchellus Storr, 1978
- Ctenotus regius Storr, 1971
- Ctenotus robustus Storr, 1970
- Ctenotus rubicundus Storr, 1978
- Ctenotus rufescens Storr, 1979
- Ctenotus rutilans Storr, 1980
- Ctenotus saxatilis Storr, 1970
- Ctenotus serventyi Storr, 1975
- Ctenotus severus Storr, 1969
- Ctenotus striaticeps Storr, 1978
- Ctenotus tanamiensis Storr, 1970
- Ctenotus tantillus Storr, 1975
- Ctenotus uber Storr, 1969
- Ctenotus xenopleura Storr, 1981
- Ctenotus youngsoni Storr, 1975
- Ctenotus zastictus Storr, 1984
- Ctenotus zebrilla Storr, 1981
- Cyclodomorphus maxima Storr, 1976
- Delma butleri Storr, 1987
- Demansia calodera Storr, 1978
- Demansia rufescens Storr, 1978
- Demansia simplex Storr, 1978
- Diplodactylus fulleri Storr, 1978
- Diplodactylus granariensis Storr, 1979
- Diplodactylus kenneallyi Storr, 1988
- Diporiphora albilabris Storr, 1974
- Diporiphora arnhemica Storr, 1974
- Diporiphora convergens Storr, 1974
- Diporiphora lalliae Storr, 1974
- Diporiphora magna Storr, 1974
- Diporiphora margaretae Storr, 1974
- Diporiphora pindan Storr, 1980
- Diporiphora superba Storr, 1974
- Diporiphora valens Storr, 1980
- Echiopsis atriceps Storr, 1980
- Egernia pilbarensis Storr, 1978
- Eremiascincus brongersmai Storr, 1972
- Eremiascincus douglasi Storr, 1967
- Gehyra montium Storr, 1982
- Gehyra nana Storr, 1978
- Gehyra purpurascens Storr, 1982
- Gehyra xenopus Storr, 1978
- Glaphyromorphus darwiniensis Storr, 1967
- Heteronotia planiceps Storr, 1989
- Lerista aericeps Storr, 1986
- Lerista apoda Storr, 1976
- Lerista arenicola Storr, 1971
- Lerista axillaris Storr, 1991
- Lerista baynesi Storr, 1971
- Lerista borealis Storr, 1971
- Lerista bunglebungle Storr, 1991
- Lerista chalybura Storr, 1985
- Lerista christinae Storr, 1979
- Lerista connivens Storr, 1971
- Lerista dorsalis Storr, 1985
- Lerista edwardsae Storr, 1982
- Lerista elongata Storr, 1990
- Lerista flammicauda Storr, 1985
- Lerista gascoynensis Storr, 1986
- Lerista greeri Storr, 1982
- Lerista griffini Storr, 1982
- Lerista haroldi Storr, 1983
- Lerista humphriesi Storr, 1971
- Lerista ingrami Storr, 1991
- Lerista ips Storr, 1980
- Lerista kalumburu Storr, 1976
- Lerista kendricki Storr, 1991
- Lerista labialis Storr, 1971
- Lerista maculosa Storr, 1991
- Lerista neander Storr, 1971
- Lerista onsloviana Storr, 1984
- Lerista petersoni Storr, 1976
- Lerista puncticauda Storr, 1991
- Lerista quadrivincula Storr, 1990
- Lerista robusta Storr, 1990
- Lerista separanda Storr, 1976
- Lerista simillima Storr, 1984
- Lerista speciosa Storr, 1990
- Lerista stictopleura Storr, 1985
- Lerista taeniata Storr, 1986
- Lerista talpina Storr, 1991
- Lerista tridactyla Storr, 1990
- Lerista uniduo Storr, 1984
- Lerista varia Storr, 1986
- Lerista vermicularis Storr, 1982
- Lerista viduata Storr, 1991
- Lerista xanthura Storr, 1976
- Lerista yuna Storr, 1991
- Lerista zonulata Storr, 1991
- Liopholis margaretae Storr, 1968
- Liopholis modesta Storr, 1968
- Liopholis slateri Storr, 1968
- Lissolepis coventryi Storr, 1978
- Lucasium immaculatum Storr, 1988
- Lucasium wombeyi Storr, 1978
- Menetia amaura Storr, 1978
- Menetia maini Storr, 1976
- Menetia surda Storr, 1976
- Morethia butleri Storr, 1963
- Morethia obscura Storr, 1972
- Nephrurus stellatus Storr, 1968
- Nephrurus vertebralis Storr, 1963
- Notoscincus butleri Storr, 1979
- Simoselaps incinctus Storr, 1968
- Simoselaps littoralis Storr, 1968
- Strophurus assimilis Storr, 1988
- Strophurus jeanae Storr, 1988
- Strophurus mcmillani Storr, 1978
- Strophurus rankini Storr, 1979
- Strophurus wellingtonae Storr, 1988
- Strophurus wilsoni Storr, 1983
- Suta monachus Storr, 1964
- Suta ordensis Storr, 1984
- Tympanocryptis parviceps Storr, 1964
- Varanus kingorum Storr, 1980
- Varanus panoptes Storr, 1980
- Varanus pilbarensis Storr, 1980
- Vermicella snelli Storr, 1968

## Espèces nommées en son honneur
- Carlia storri Ingram & Covacevich,  1989
- Ctenotus storri Rankin, 1978
- Lerista storri Greer, McDonald & Lawrie, 1983
- Morethia storri Greer, 1980
- Varanus storri Mertens, 1966

## Biographies
Smith, 1990 : Glen Milton Storr 1921–1990. Copeia, 1990, n. 2, p. 550–552.
Davies, 1991 : Obituary. Glen Milton Storr. Emu, vol. 91, p. 66.

## Source
- Traduction de l'article de langue anglaise de Wikipédia (version du 8 septembre 2007).

Storr est l’abréviation habituelle de Glen Milton Storr en zoologie.

Consulter la liste des abréviations d'auteur en zoologie ou la liste des taxons zoologiques assignés à cet auteur par ZooBank